# Machtigingswet (1933)
| Partij | Partij   | Afgevaardigden | Voor | Tegen | Afwezig |
| ------ | -------- | -------------- | ---- | ----- | ------- |
|        | NSDAP    | 288            | 288  | –     | –       |
|        | SPD      | 120            | –    | 94    | 26      |
|        | KPD      | 81             | –    | –     | 81      |
|        | Centrum  | 73             | 72   | –     | 1       |
|        | DNVP     | 52             | 52   | –     | –       |
|        | BVP      | 19             | 19   | –     | –       |
|        | DStP     | 5              | 5    | –     | –       |
|        | CSVD     | 4              | 4    | –     | –       |
|        | DVP      | 2              | 1    | –     | 1       |
|        | DBP      | 2              | 2    | –     | –       |
|        | Landbund | 1              | 1    | –     | –       |
| Totaal | Totaal   | 647            | 444  | 94    | 109     |

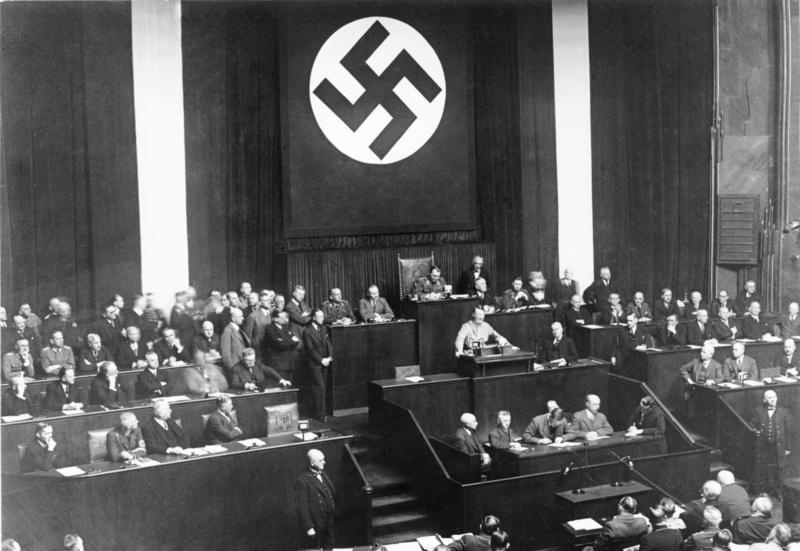
Toespraak van Hitler voor de machtigingswet

De Machtigingswet van 1933 (Duits: Ermächtigungsgesetz, ook bekend als Gesetz zur Behebung der Not von Volk und Reich; Nederlands: Wet tot het lenigen van de nood van volk en rijk) werd op 23 maart 1933 aangenomen door de Duitse Rijksdag en afgekondigd op 24 maart 1933. Met het aannemen van deze wet zette de Rijksdag zichzelf buiten spel. De Rijksregering kreeg met deze wet wetgevende bevoegdheden waardoor een door de nationaalsocialisten gedomineerde regering vrij baan kreeg bij het realiseren van een "nationaalsocialistische maatschappij" zonder dat er nog een controlerend parlement tussenbeide kon komen. De meeste historici achten hiermee de Weimarrepubliek de facto beëindigd, maar sommigen laten deze al met het aantreden van Adolf Hitler als rijkskanselier op 30 januari 1933 eindigen. De Weimarconstitutie is de jure tot 1945 van kracht gebleven, hoewel dat uiteraard in nazi-Duitsland alleen nog maar in schijn zo was.

## Voorgeschiedenis
Een machtigingswet in het Duitse politieke systeem geeft de zittende regering tijdelijk buitengewone volmachten zodanig dat het parlement regeringsmaatregelen niet meer kan controleren of verbieden. Dit was bedoeld alleen in tijden van ernstige crisis als snel en kordaat optreden geboden was. Voor het afkondigen van een machtigingswet was minimaal twee derde van de stemmen in het parlement nodig.
In de jaren 1919-1923 waren er al eens door het parlement drie machtigingswetten aangenomen, die toen voor korte periodes golden, om de gevolgen te bestrijden van de crisisjaren van 1919 tot 1924. In de helft van de regeringsperiode van Ebert werd geregeerd op grond van deze machtigingswetten. Toch kende de Weimarconstitutie niet de mogelijkheid tot het afkondigen van dit soort wetten. Men redeneerde echter dat wanneer twee derde van de Rijksdag de grondwet kon wijzigen, deze ook tot een dergelijke vergaande wet kon besluiten (grondwetsdoorbreking).

### Hitlers weg naar de macht
De democratie had het in het Duitsland van de jaren dertig moeilijk. Reeds Heinrich Brüning, die als voorheen vakbondsman, lid van de Deutsche Zentrumspartei en in maart 1930 aantrad als rijkskanselier, had pogingen ondernomen om namens de rechtse elites - het grootkapitaal, de grootgrondbezitters en het leger - de macht van de Rijksdag in te tomen. Het probleem was echter Adolf Hitler die men wel wilde maar niet kon negeren. Ook Hitler wenste de macht. Maar hoewel zijn beweging sterk was, had deze de hulp nodig van vooraanstaande personen. Het toeval wilde dat in die crisisjaren van de Weimarrepubliek enkele prominenten de kans kregen belangrijke initiatieven om tot een rechtse oplossing te komen, te ontplooien. Deze initiatieven bleken even zoveel politieke misrekeningen te zijn waarvan Hitler echter op termijn dankbaar profiteerde.
Een van die initiatieven was afkomstig van de toenmalige rijkskanselier Franz von Papen. Zijn bedoeling was te komen tot een presidentieel stelsel, waartoe de Rijksdag zou moeten worden ontbonden en de verkiezingen (ongrondwettig) zouden worden uitgesteld. Rijkspresident Paul von Hindenburg steunde dit initiatief. Von Papen opereerde echter in de Rijksdag dusdanig onhandig dat het voorstel daar werd getorpedeerd. Er werden op 6 november 1932 nieuwe verkiezingen gehouden. Voor de NSDAP was de uitslag niet al te gunstig. Toch werd Hitler op 30 januari 1933 benoemd tot rijkskanselier bij gebrek aan alternatieven.

### Rijksdagbrand
Hitler trachtte zo veel mogelijk macht in handen te krijgen om zijn plannen onbelemmerd uit te kunnen voeren. Nu moest hij dat nog legaal doen. Op 27 februari 1933, nog geen maand na zijn aantreden, stond het gebouw van de Rijksdag in brand. Dit laatste gaf de gedroomde aanleiding tot de zogenaamde Reichstagbrandverordnung ('zum Schütz von Volk und Staat') ('ter bescherming van volk en staat') op grond van artikel 48 van de Weimarconstitutie (Weimarer Verfassung) waarmee Hitler vergaande bevoegdheden kreeg om 'de rust te herstellen'. Door sommige historici wordt aangenomen dat deze brand door de nationaalsocialisten geënsceneerd was. In de eerste plaats werden nu onder andere de vrijheid van meningsuiting, de vrijheid van vergadering, de persvrijheid en het brief- en telefoongeheim voor onbepaalde tijd opgeschort. Verder was het gedaan met de zelfstandigheid van de deelstaten. Bovendien kreeg de regering (niet het leger (Reichswehr) die hiervoor eigenlijk verantwoordelijk was) het recht in te grijpen om de orde te herstellen. Vrijwel onmiddellijk na de brand werd begonnen 'verdachten' te arresteren zoals Rijksdagafgevaardigden, communisten en vakbondsleiders; allemaal mensen die de nationaalsocialisten in de weg liepen.

### Verkiezingen
Hitler achtte de tijd rijp om nog meer macht te verwerven door de grondwet op te schorten door een machtigingswet. Hiervoor had hij twee derde van de stemmen in het parlement nodig.
Op 5 maart 1933 werden opnieuw verkiezingen gehouden, die voor de NSDAP echter niet de zo gewenste absolute meerderheid opleverden. Ondanks de noodverordeningen wisten de socialisten en de communisten nog ongeveer een derde van het totale zetelaantal te veroveren: SPD - 120 zetels; KPD - 81 zetels. Samen dus 201 van het totaal aantal zetels van 647 in het parlement. De nationaalsocialisten behaalden 288 zetels. Hun conservatieve coalitiegenoten van de DNVP verwierven 52 zetels. Het Zentrum bezette 74 zetels. Bij een stemming zou het er dus om spannen of zijn wet aangenomen zou worden.

### Aanname van de machtigingswet
Na grondige voorbereiding richtte Hitler op 23 maart 1933 zich tot de Rijksdag. Hij sprak twee en een half uur. Hij plaatste de noodzaak om te komen tot een machtigingswet in een breder (nationaalsocialistisch) kader. Verder verklaarde hij onder andere dat de Rijksdag niet in zijn rechten zou worden beknot. Ook zou er niet worden getornd aan de rechten van de Rijkspresident. De deelstaten zouden zelfstandig blijven en ook de positie van de kerken bleef onaangetast. Deze toezeggingen waren bedoeld om met name het katholieke Zentrum over de streep te trekken, zoals door de nationaalsocialisten was 'toegezegd' op de zogenaamde "Dag van Potsdam" (Tag von Potsdam - op 21 maart 1933), waar niet alleen het Zentrum, maar ook de liberalen en de vertegenwoordigers van de DNVP overtuigd werden van de noodzaak van een machtigingswet. Daarnaast waren er uitgebreide besprekingen gevoerd met de Beierse Volkspartij (BVP). Deze partij die haar thuisbasis in Beieren had en die het politieke katholicisme vertegenwoordigde, had belangrijke toezeggingen gekregen waaraan Hitler in zijn toespraak nadrukkelijk refereerde. De BVP was met 19 zetels van belang voor de tweederdemeerderheid. Als de BVP had tegengestemd was het voorstel niet aangenomen. Het Rijksconcordaat kwam op 20 juli 1933 tot stand. Er is discussie over de vraag of de toezeggingen van Hitler daaraan hebben bijgedragen.
Om de schijn van legaliteit te kunnen handhaven werd er alles aan gedaan om de wet binnen de daarvoor gestelde kaders te behandelen. In de eerste plaats diende het quorum van 432 afgevaardigden gehaald te worden. Wanneer de socialisten en de communisten - samen 201 leden - nog 15 andere leden van de Rijksdag hadden weten te overtuigen weg te blijven, dan zouden er slechts 431 afgevaardigden aanwezig geweest zijn. Om deze gang van zaken te verhinderen had de regering echter voorgesteld de 'Geschäftsordnung' van de Rijksdag te wijzigen. De Rijksdag ging hiermee akkoord wat tot gevolg had dat Rijksdagleden die zonder excuus afwezig waren (en dat is inclusief die leden die in voorlopige hechtenis zaten of die verdreven waren!) werden beschouwd als "unentschuldigt fehlend".
In de tweede plaats diende twee derde van de Rijksdagleden vóór te stemmen. Op de 'dag van Potsdam' waren het Zentrum, de liberalen en de leden van de DNVP al voor het standpunt van de regering gewonnen. De SPD nam niet deel aan deze manifestatie en de leden van de KPD waren verhinderd door "nützliche Arbeiten in den Konzentrationslagern", aldus Wilhelm Frick, minister van Binnenlandse Zaken in de regering-Hitler.
De voorzitter van het Zentrum, de katholiek “prelaat” Ludwig Kaas, beargumenteerde het "ja" van zijn partij met:
Die gegenwärtige Stunde kann für uns nicht im Zeichen der Worte stehen, ihr einziges, ihr beherrschendes Gesetz ist das der raschen, aufbauenden und rettenden Tat. Und diese Tat kann nur geboren werden in der Sammlung.
Die deutsche Zentrumspartei, die den großen Sammlungsgedanken schon seit langem und trotz aller vorübergehenden Enttäuschung mit Nachdruck und Entschiedenheit vertreten hat, setzt sich zu dieser Stunde, wo alle kleinen und engen Erwägungen schweigen müssen, bewusst und aus nationalem Verantwortungsgefühl über alle parteipolitischen und sonstigen Gedanken hinweg. […] 
Im Angesicht der brennenden Not, in der Volk und Staat gegenwärtig stehen, im Angesicht der riesenhaften Aufgaben, die der deutsche Wiederaufbau an uns stellt, im Angesicht vor allem der Sturmwolken, die in Deutschland und um Deutschland aufzusteigen beginnen, reichen wir von der deutschen Zentrumspartei in dieser Stunde allen, auch früheren Gegnern, die Hand, um die Fortführung des nationalen Aufstiegswerkes zu sichern.“ 
Otto Wels, voorzitter van de SPD sprak de laatste vrije woorden in de Rijksdag:
„Die Wahlen vom 5. März haben den Regierungsparteien die Mehrheit gebracht und damit die Möglichkeit gegeben, streng nach Wortlaut und Sinn der Verfassung zu regieren. Wo diese Möglichkeit besteht, besteht auch die Pflicht. Kritik ist heilsam und notwendig. Noch niemals, seit es einen Deutschen Reichstag gibt, ist die Kontrolle der öffentlichen Angelegenheiten durch die gewählten Vertreter des Volkes in solchem Maße ausgeschaltet worden, wie es jetzt geschieht und wie es durch das neue Ermächtigungsgesetz noch mehr geschehen soll. Eine solche Allmacht der Regierung muss sich umso schwerer auswirken, als auch die Presse jeder Bewegungsfreiheit entbehrt […]
Wir deutschen Sozialdemokraten bekennen uns in dieser geschichtlichen Stunde feierlich zu den Grundsätzen der Menschlichkeit und der Gerechtigkeit, der Freiheit und des Sozialismus. Kein Ermächtigungsgesetz gibt Ihnen die Macht, Ideen, die ewig und unzerstörbar sind, zu vernichten […]
Auch aus neuen Verfolgungen kann die deutsche Sozialdemokratie neue Kraft schöpfen. Wir grüßen die Verfolgten und Bedrängten. Wir grüßen unsere Freunde im Reich. Ihre Standhaftigkeit und Treue verdienen Bewunderung.“
Hitler reageerde woedend: „Ich will auch gar nicht, dass Sie dafür stimmen. Deutschland soll frei werden, aber nicht durch Sie.“
Het gevolg van het voorafgaande brutale optreden van de nazi's was dat op het moment van de stemming
- 26 afgevaardigden van de SPD gevangengenomen of gevlucht waren;
- 81 afgevaardigden van de KPD gevangengenomen, vermoord, gevlucht of ondergedoken waren;
- 2 afgevaardigden om onduidelijke redenen niet aanwezig waren.

In totaal namen 109 afgevaardigden niet aan de stemming deel. 94 leden van de SPD stemden tegen. In totaal werden er 538 geldige stemmen uitgebracht. Met 444 stemmen vóór zette de Rijksdag zich op 23 maart 1933 buiten spel en kreeg Hitler vrij spel.

## Gevolgen

### Gleichschaltung
De basis voor de nu volgende Gleichschaltung van volk en land met de ideologie van de NSDAP was deze machtigingswet van 1933. Hitler kon nu wetten en decreten uitvaardigen zonder dat het parlement daar nog een stokje voor kon steken. Dit proces begon met de wet van 31 maart 1933 waarbij de Duitse Länder hun autonomie verloren en met de wet van 7 april 1933 waarbij er rijksstadhouders werden aangesteld. Er zouden nog vele maatregelen volgen waarbij iedere keer de vrijheid iets verder werd ingeperkt. Ondertussen was sinds de Rijksdagbrand al een groot aantal van de tegenstanders van Hitler gearresteerd. Dit ging nu in versneld tempo door. Begin april 1933 waren er alleen al in Pruisen 25.000 mensen in 'preventieve hechtenis' genomen'. In Beieren werden in de maanden maart en april zo'n 10.000 communisten en socialisten gearresteerd. De gevangenissen waren al snel overbevolkt. In Dachau werd in alle openheid op 22 maart 1933 het eerste concentratiekamp geopend om de vele gevangenen te huisvesten. Snel volgden er meer van zulke kampen. Op 8 april 1933 werden de 81 zetels die de KPD bij de verkiezingen van 5 maart behaald hadden op grond van de Reichstagbrandverordnung nietig verklaard. Op 22 juni werd de SPD verboden. In augustus 1933 werd Wels met 32 anderen het Duitse staatsburgerschap ontnomen ("Erste Ausbürgerungsliste des Deutschen Reichs von 1933" - er zouden nog 358 lijsten volgen). Wels vluchtte. Uiteindelijk waren zo goed als alle tegenstanders gearresteerd, gevlucht, 'onverklaarbaar verdwenen' of vermoord.

### Gevolgen voor de wetgeving
Slechts zelden nog zou de Rijksdag zich met wetgeving bezighouden. Ook van de kant van de regering kwam er weinig van wetgeving terecht. Later werden de wetten vervangen door verordeningen om uiteindelijk uit te monden in "Führerbefehle" waarbij Hitlers wil letterlijk wet geworden was. De consistentie hierbij was echter ver te zoeken, zodat er sprake was van grote rechtsonzekerheid.
N.B. De afkondiging van onder andere wetten gebeurde in het Duitse rijk (van 1871 - 1945) in het "Reichgesetzblatt". De wetten die de uitgevaardigd werden op grond van het machtigingsbesluit zijn te herkennen aan de aanhef "Die Reichsregierung hat das folgende Gesetz beschlossen".

## Verlengingen van de machtigingswet
Op 30 januari 1937 werd door de Rijksdag de machtigingswet verlengd tot 1 april 1941 en op 30 januari 1939 tot 10 mei 1943. Duidelijk mag zijn dat hier geen sprake meer was van democratische besluitvorming. In 1943 verbood Hitler bij decreet de opheffing van de wet.

## Situatie in de huidige Bondsrepubliek
De grondwet van 1949 bepaalt dat deze slechts tekstueel kan worden gewijzigd.

## De tekst van de machtigingswet van 23 maart 1933
Gesetz zur Behebung der Not von Volk und Reich

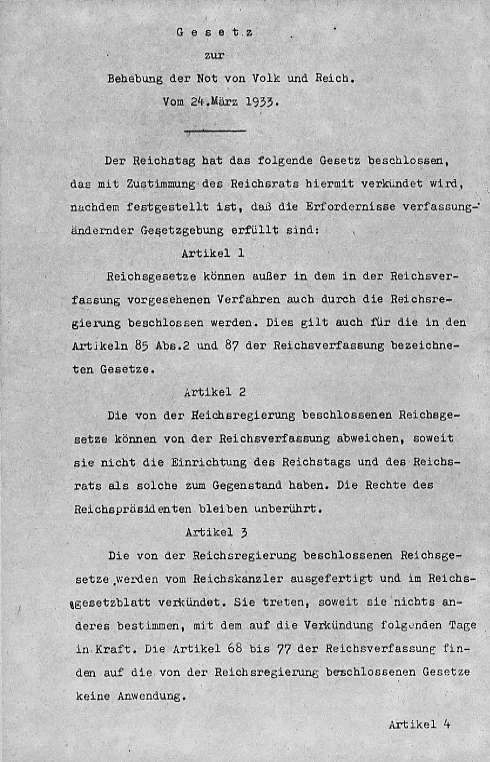
Wettekst deel 1

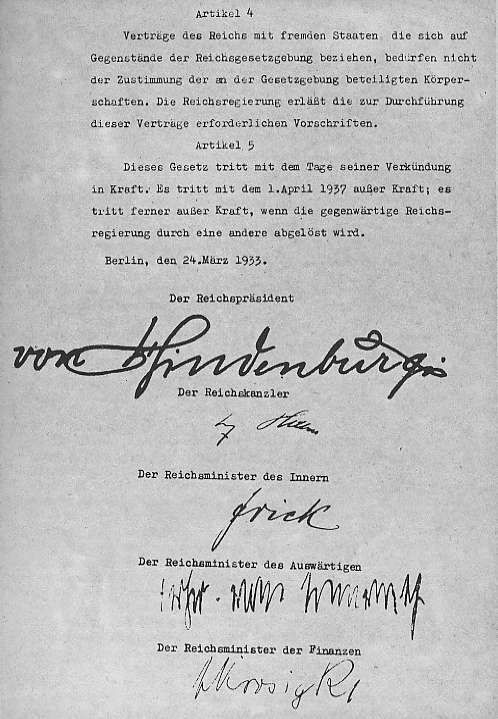
Wettekst deel 2

Der Reichstag hat das folgende Gesetz beschlossen, das mit Zustimmung des Reichsrats hiermit verkündet wird, nachdem festgestellt ist, dass die Erfordernisse verfassungsändernder Gesetzgebung erfüllt sind:
Artikel 1
Reichsgesetze können außer in dem in der Reichsverfassung vorgesehenen Verfahren auch durch die Reichsregierung beschlossen werden. Dies gilt auch für die in den Artikeln 85 Abs. 2 und 87 der Reichsverfassung bezeichneten Gesetze.
Artikel 2
Die von der Reichsregierung beschlossenen Reichsgesetze können von der Reichsverfassung abweichen, soweit sie nicht die Einrichtung des Reichstags und des Reichsrats als solche zum Gegenstand haben. Die Rechte des Reichspräsidenten bleiben unberührt.
Artikel 3
Die von der Reichsregierung beschlossenen Reichsgesetze werden vom Reichskanzler ausgefertigt und im Reichsgesetzblatt verkündet. Sie treten, soweit sie nichts anderes bestimmen, mit dem auf die Verkündung folgenden Tage in Kraft. Die Artikel 68 bis 77 der Reichsverfassung finden auf die von der Reichsregierung beschlossenen Gesetze keine Anwendung.
Artikel 4
Verträge des Reichs mit fremden Staaten, die sich auf Gegenstände der Reichsgesetzgebung beziehen, bedürfen nicht der Zustimmung der an der Gesetzgebung beteiligten Körperschaften. Die Reichsregierung erlässt die zur Durchführung dieser Verträge erforderlichen Vorschriften.
Artikel 5
Dieses Gesetz tritt mit dem Tage seiner Verkündung in Kraft. Es tritt mit dem 1. April 1937 außer Kraft; es tritt ferner außer Kraft, wenn die gegenwärtige Reichsregierung durch eine andere abgelöst wird.

Vertaling daarvan in het Nederlands geeft:

Machtigingswet
De Rijksdag heeft de volgende wet vastgesteld, die is afgekondigd met instemming van de Reichsrat hierbij, nadat vastgesteld is dat de vereisten voor een grondwetamendement voldaan zijn:
Artikel 1
Naast de procedure beschreven door de grondwet, kunnen de wetten van het Reich ook door de regering van het Reich worden ingesteld. Dit betreft ook de wetten waarnaar verwezen wordt door artikel 85, lid 2 en artikel 87 van de grondwet.
Artikel 2
De door de Reichsregierung uitgevaardigde wetten kunnen van de grondwet afwijken, zolang ze geen effect hebben op de inrichting van de Reichstag en de Reichsrat. De rechten van de president blijven onaangetast.
Artikel 3
Wetten, ingesteld door de Reichsregierung worden gebruikt door de Rijkskanselier en aangekondigd in het Reichsgesetzblatt.
Ze treden, tenzij anders vermeld, in werking een dag na de aankondiging. Artikels 68 t/m 77 van de grondwet zijn niet van toepassing op de wetten die door de Reichsregierung zijn ingesteld.
Artikel 4
Verdragen van het Reich met buitenlandse staten die betrekking hebben op aangelegenheden van de wetgeving van het Reich zijn niet afhankelijk van de instemming van de Reichstag. De Reichsregierung neemt de nodige maatregelen voor de tenuitvoerlegging van deze overeenkomsten.
Artikel 5
Deze wet treedt in werking op de dag van de bekendmaking ervan. De wet wordt op 1 april 1937 ingetrokken; die wordt ook ingetrokken als de huidige Reichsregierung door een andere vervangen wordt.